# Circuito de Guecho 2019
La 74.ª edición de la clásica ciclista Circuito de Guecho fue una carrera en España que se celebró el 31 de julio de 2019 con inicio y final en la ciudad de Guecho sobre un recorrido de 192 kilómetros.
La carrera formó parte del UCI Europe Tour 2019, dentro de la categoría UCI 1.1. El vencedor fue el español Jon Aberasturi del Caja Rural-Seguros RGA seguido del también español Alex Aranburu y el francés Lorrenzo Manzin del Vital Concept-B&B Hotels.

## Equipos participantes
Tomaron parte en la carrera 13 equipos: 1 de categoría UCI WorldTeam; 5 de categoría Profesional Continental; y 7 de categoría Continental. Formando así un pelotón de 85 ciclistas de los que acabaron 64. Los equipos participantes fueron:
| WorldTeam- Movistar Team Equipos continentales profesionales (5)- Caja Rural-Seguros RGA - Delko-Marseille Provence - Vital Concept-B&B Hotels - Euskadi Basque Country-Murias - Burgos-BH Equipos continentales (7)- Kometa - Guerciotti-Kiwi Atlántico - Vito-Feirense-BlackJack - Massi Vivo-Grupo Oresy - Fundación Euskadi - 303Project - VIB Sports |
| |

## Clasificación final
- Las clasificaciones finalizaron de la siguiente forma:[4]

| \| Clasificación general \| Clasificación general \| Clasificación general \| Clasificación general \| Clasificación general \| \| Ciclista \| Ciclista \| Equipo \| Tiempo \| \| \| --------------------- \| --------------------- \| ----------------------------- \| --------------------- \| --------------------- \| \| 1.º \| Jon Aberasturi \| Caja Rural-Seguros RGA \| 4 h 32 min 00 s \| \| \| 2.º \| Alex Aranburu \| Caja Rural-Seguros RGA \| + 5 s \| \| \| 3.º \| Lorrenzo Manzin \| Vital Concept-B&B Hotels \| + 8 s \| \| \| 4.º \| Enrique Sanz \| Euskadi Basque Country-Murias \| + 10 s \| \| \| 5.º \| José Joaquín Rojas \| Movistar Team \| + 10 s \| \| \| 6.º \| Jetse Bol \| Burgos-BH \| + 10 s \| \| \| 7.º \| Mikel Alonso Flores \| Fundación Euskadi \| + 13 s \| \| \| 8.º \| Winner Anacona \| Movistar Team \| + 13 s \| \| \| 9.º \| Delio Fernández \| Delko Marseille Provence \| + 13 s \| \| \| 10.º \| Cyril Barthe \| Euskadi Basque Country-Murias \| + 13 s \| \| |                     |                               |                 |
| |                     |                               |                 |
| Fuente: ProCyclingStats |                     |                               |                 |
| Clasificación general |                     |                               |                 |
| Ciclista | Ciclista            | Equipo                        | Tiempo          |
| 1.º | Jon Aberasturi      | Caja Rural-Seguros RGA        | 4 h 32 min 00 s |
| 2.º | Alex Aranburu       | Caja Rural-Seguros RGA        | + 5 s           |
| 3.º | Lorrenzo Manzin     | Vital Concept-B&B Hotels      | + 8 s           |
| 4.º | Enrique Sanz        | Euskadi Basque Country-Murias | + 10 s          |
| 5.º | José Joaquín Rojas  | Movistar Team                 | + 10 s          |
| 6.º | Jetse Bol           | Burgos-BH                     | + 10 s          |
| 7.º | Mikel Alonso Flores | Fundación Euskadi             | + 13 s          |
| 8.º | Winner Anacona      | Movistar Team                 | + 13 s          |
| 9.º | Delio Fernández     | Delko Marseille Provence      | + 13 s          |
| 10.º | Cyril Barthe        | Euskadi Basque Country-Murias | + 13 s          |

## UCI World Ranking
El Circuito de Guecho otorgó puntos para el UCI World Ranking para corredores de los equipos en las categorías UCI WorldTeam, Profesional Continental y Equipos Continentales. Las siguientes tablas son el baremo de puntuación y los 10 corredores que obtuvieron más puntos:
| Posición   | 1.º | 2.º | 3.º | 4.º | 5.º | 6.º | 7.º | 8.º | 9.º | 10.º | 11.º | 12.º | 13.º-15.º | 16.º-25.º |
| Puntuación | 125 | 85  | 70  | 60  | 50  | 40  | 35  | 30  | 25  | 20   | 15   | 10   | 5         | 3         |

| Clasificación |                    |                               |        |
| Posición      | Ciclista           | Equipo                        | Puntos |
| ------------- | ------------------ | ----------------------------- | ------ |
| 1.º           | Jon Aberasturi     | Caja Rural-Seguros RGA        | 125    |
| 2.º           | Alex Aranburu      | Caja Rural-Seguros RGA        | 85     |
| 3.º           | Lorrenzo Manzin    | Vital Concept-B&B Hotels      | 70     |
| 4.º           | Enrique Sanz       | Euskadi Basque Country-Murias | 60     |
| 5.º           | José Joaquín Rojas | Movistar                      | 50     |
| 6.º           | Jetse Bol          | Burgos-BH                     | 40     |
| 7.º           | Mikel Alonso       | Fundación Euskadi             | 35     |
| 8.º           | Winner Anacona     | Movistar                      | 30     |
| 9.º           | Delio Fernández    | Delko Marseille Provence      | 25     |
| 10.º          | Cyril Barthe       | Euskadi Basque Country-Murias | 20     |